# .dd
.dd (на немски: Deutsche Demokratische Republik) е интернет домейн от първо ниво с код за страна на Германската демократична република.
След обединението на Германия на 3 октомври 1990 г. той престава да съществува.